# Ротенбах
Ротенбах (нем. Rothenbach) — община в Германии, в земле Рейнланд-Пфальц.
Входит в состав района Вестервальд. Подчиняется управлению Вестербург. Население составляет 883 человека (на 31 декабря 2010 года). Занимает площадь 6,72 км².
Коммуна подразделяется на 2 сельских округа.